# Blackjacks d'Ottawa
Dernière mise à jour : 28 décembre 2021.
Les Blackjacks d’Ottawa sont une équipe canadienne de basket-ball professionnelle basée à Ottawa, en Ontario, fondée en 2019. Ils participent à la Ligue élite canadienne de basketball (LECB) et disputent leurs matchs à domicile au TD Place Arena. La franchise débute en mai 2020 et ils disputeront leur premier match local le 14 mai 2020.

## Histoire
Les Blackjacks sont la deuxième équipe de basket-ball professionnel à jouer dans la ville d'Ottawa. Les SkyHawks d'Ottawa ont joué au Centre Canadian Tire de 2012 à 2014 dans la Ligue nationale de basketball du Canada.